# Свейковски, Ярослав
Ярослав Свейковски (чеш. Jaroslav Svejkovský; 1 октября 1976, Табор, Чехословакия) — бывший чешский хоккеист, нападающий. С 1996 по 2000 год играл в НХЛ. Завершил карьеру в 2002 году из-за последствий тяжёлого сотрясения мозга.

## Биография
Ярослав Свейковски является воспитанником ХК «Табор». Начал хоккейную карьеру уже в 17 лет, дебютировав в чешской Экстралиге сезона 1993/94 за «Пльзень». В следующем сезоне играл за юниорскую команду «Пльзень» и за «Табор» в чешской первой лиге.
В 1995 году перебрался за океан, провёл один сезон за «Трай-Сити Американс» в Западной хоккейной лиге. Набрав 120 очков за сезон, Свейковски обратил на себя внимание многих скаутов клубов НХЛ. На драфте НХЛ 1996 года он был выбран в 1-м раунде под общим 17-м номером клубом «Вашингтон Кэпиталз».
В сезоне 1996/97 Свейковски дебютировал в НХЛ. Первую игру он 7 декабря 1996 года против «Нью-Йорк Айлендерс». Первые очки (гол и передачу) набрал 13 декабря в матче против «Анахайм Майти Дакс». В последней игре сезона с «Баффало Сейбрз» Свейковски провёл лучший матч своей карьеры, забросив 4 шайбы. Это стало рекордным достижением: Свейковски является единственным новичком «Вашингтона», которому удавалось забросить 4 шайбы в дебютном сезоне. Сезон 1996/97 получился для Свейковски лучшим в его карьере: помимо яркой игры за «Кэпиталз» он очень результативно играл за «Портленд Пайретс» — фарм-клуб «Вашингтона» в АХЛ. По итогам года он был признан лучшим новичком АХЛ. В следующих двух сезонах Свейковски пропустил много матчей из-за травм. 10 сентября 1999 года он продлил контракт с «Вашингтоном» на 3 года. Но Свейковски набрал всего 3 очка в 23 матчах и был обменян в «Тампу-Бэй Лайтнинг» на право выбора в 7-м раунде драфта 2000 и 3-м раунде драфта 2001. В первом же матче за новый клуб он забросил 2 шайбы. Но из-за постоянных травм Свейковски был вынужден полностью пропустить следующие 2 сезона. В 2002 году было объявлено о завершении карьеры Ярослава Свейковски из-за последствий сотрясения мозга.
Закончив игровую карьеру и восстановившись от травм, Ярослав Свейковски вернулся в хоккей. С 2006 по 2018 год работал тренером в клубе Западной хоккейной лиги «Ванкувер Джайнтс». Сейчас продолжает работать тренером в Канаде. Его сын Лукаш (род. 23.11.2001 г.) тоже хоккеист, играет в Канаде. В настоящее время Ярослав Свейковски с женой и тремя детьми (сын и 2 дочери) живёт в Канаде.

## Достижения
- Обладатель Дадли (Ред) Гарретт Мемориал Эворд (лучшему новичку сезона в АХЛ) 1997

## Статистика
- Чешская экстралига — 7 игр
- Чешская первая лига — 11 игр, 13 очков (6+7)
- НХЛ — 114 игр, 42 очка (23+19)
- АХЛ — 82 игры, 90 очков (53+37)
- ИХЛ —  2 игры, 4 очка (2+2)
- Западная хоккейная лига — 81 игра, 120 очков (68+52)
- Всего за карьеру — 297 игр, 269 очков (152 шайбы + 117 передач)